# Vadsby
Vadsby er en lille by på Sjælland som ligger i Høje-Taastrup Kommune. Vadsby ligger mellem Soderup og Lille Vasby. Gennem Vadsby løber Vadsby Å. 

## Historie
Navnet Vadsby henviser til Vadsby Å, da Vads betyder vad eller vadested. Vadsby betyder således byen ved vadestedet.
Der har boet mennesker ved Vadsby Å siden stenalderen.
I bronzealderen var der mange gravhøje på markerne omkring Vadsby. I dag er der kun Kohøj tilbage.
I 1680 var der otte gårde i Vadsby. I dag består byen af gårde, enfamilieshuse og erhvervsejendomme.

## Genforeningsstenen
Lidt udenfor Vadsby ved Vadsbylund finder man genforeningsstenen. Stenen blev afsløret den 25. juli 1925. Ved afsløringen blev der hold taler af grosserer Marboe og lærer Hernø. Lærer Hernø havde været primusmotor i rejsningen af stenen og er også forfatteren bag inskriptionen. På stenen står der:
”1864-1920
MAATTE ALTID DETTE MINDE
DANMARK FRIT OG UDELT FINDE"